# Ed Benes

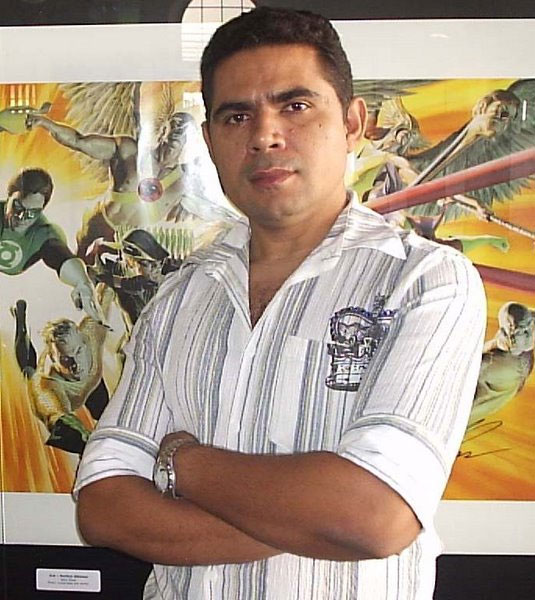
Ed Benes

Ed Benes (* 20. November 1972 in Alto Santo; eigentlich José Edilbenes Bezerra) ist ein brasilianischer Comiczeichner.

## Leben und Arbeit
Benes wurde am 20. November 1972 als José Edilbenes Bezerra in der Kleinstadt Alto Santo in Ceará geboren. Seit er 14 Jahre alt war, lebte er in der nahen Stadt Limoeiro do Norte. 1989 begann er zu zeichnen, inspiriert durch die Comics seines Bruders, und begann bald einen Kunst-Fernkurs, den er jedoch nicht abschloss. 1993 bekam er seinen ersten Auftrag von Neal Adams, nachdem Benes Arbeitsproben an Comicschaffende verschickt hatte. So illustrierte er als sein erstes Werk Adams Samuree, Heft 4, für Continuity Comics. Es folgten Aufträge von Marvel Comics, unter anderem für fünf Hefte der Miniserie Captain Marvel.
Mitte der 1990er begann Benes auch für DC-Comics zu arbeiten, der bald sein Hauptauftraggeber wurde. Er fertigte Zeichnungen für Serien wie Birds of Prey, Supergirl und Superman. 2005 war er an der Schaffung der neuen Figur Black Alice in der Serie Birds of Prey beteiligt. Für die Gerechtigkeitsliga trug Benes von 2006 bis 2009 häufig die Zeichnungen bei und arbeitete mit Autor Brad Meltzer zusammen. 1999 und 2000 arbeitete Benes auch für Wildstorm, an der Serie Gen 13.

## Bibliografie (Auswahl)
- Samuree #4 (1993)
- Gunfire div. # (1994–1995)
- Captain Marvel, Miniserie #1–4, 6 (1995–1996)
- Artemis #1–6 (1996)
- WildC.A.T.s #44–50 (1998)
- Gen 13 div. # (1999–2002)
- Codename: Knockout #15–18 (2002)
- Supergirl #75–80 (2002–2003)
- Birds of Prey div. # (2003–2005, 2010)
- Superman div. # (2005–2006, 2014, 2016)
- Gerechtigkeitsliga div. # (2006–2009)
- Blackest Night: Titans #1–3 (2009)
- Red Lanterns #1–7 (2011–2012)